# Harmonies poétiques et religieuses (Lamartine)
Pour les articles homonymes, voir Harmonies poétiques et religieuses (Liszt).

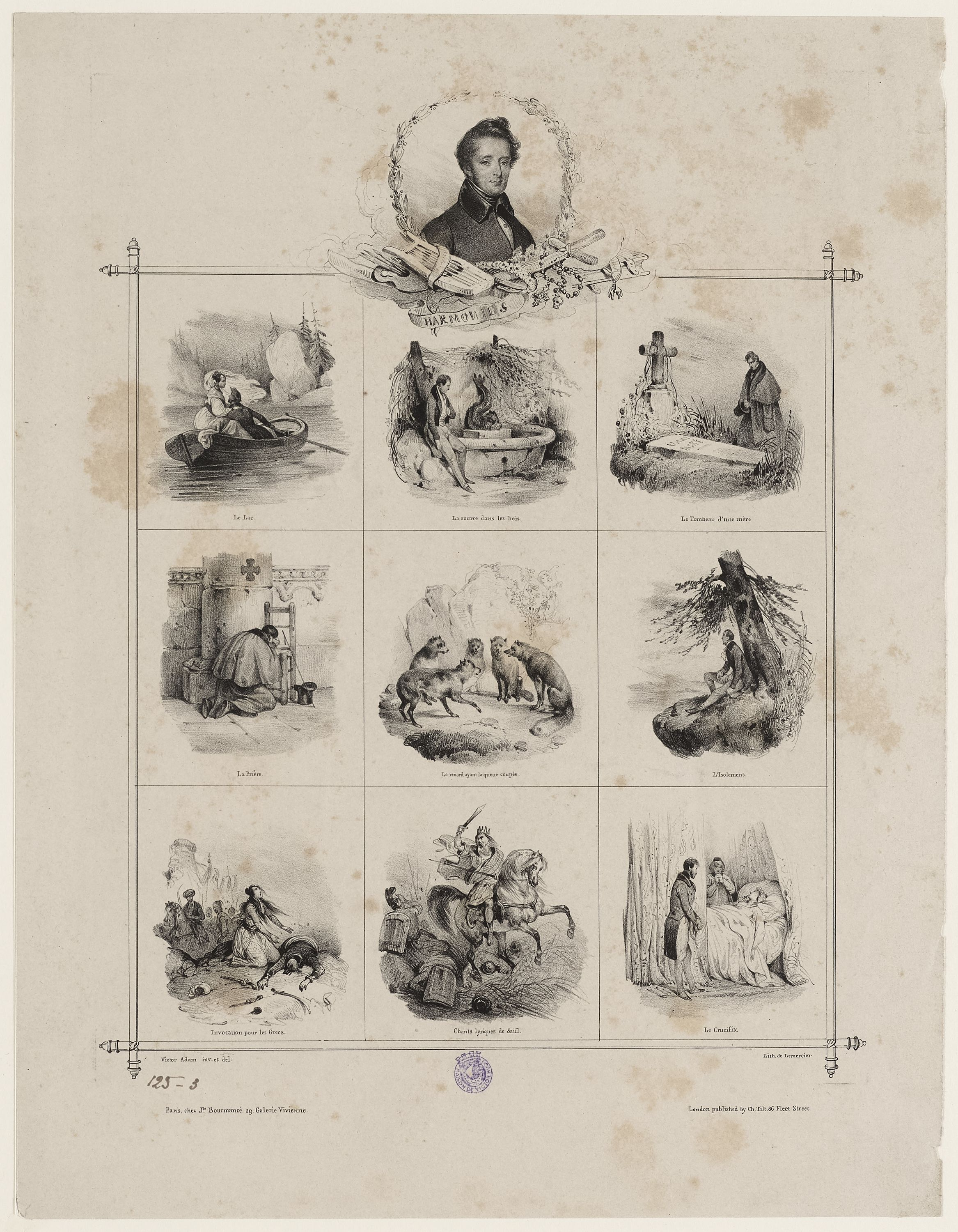
Illustration pour Harmonies poétiques et religieuses de Lamartine

Les Harmonies poétiques et religieuses sont un recueil de poèmes d’Alphonse de Lamartine, publié en 1830. Rédigé en grande partie lors d’un séjour en Italie entre 1826 et 1827, ce recueil marque un retour à la « haute poésie » des Méditations poétiques.

## Contexte et inspiration
Lamartine qualifie lui-même ces poèmes d’« hymnes » ou de « psaumes modernes », dans lesquels il exprime une ferveur religieuse et une admiration mystique pour la création. Ces textes s’inscrivent dans une quête spirituelle et métaphysique, où la nature devient le reflet de la présence divine.
Certains poèmes, tels que Hymne de la nuit, Hymne du matin ou Hymne de l’enfant à son réveil, célèbrent la beauté du monde et la foi dans un langage lyrique et exalté. D’autres, plus personnels, évoquent les paysages chers au poète, comme dans Poésie, ou Paysage dans le Golfe de Gênes ou Milly, ou la terre natale.
Le recueil est également marqué par le deuil : la mort de la mère de Lamartine à l’automne 1829 inspire des pièces plus sombres, telles que L’Occident, Jehova, ou l’idée de Dieu ou Novissima verba, ou Mon âme est triste jusqu’à la mort.
Selon Marius-François Guyard, « nous avons là le recueil peut-être le plus travaillé de Lamartine ».

## Structure du recueil
Le recueil comprend plusieurs dizaines de poèmes répartis en quatre livres. Parmi les plus connus figurent :
- Hymne de la nuit
- Hymne du matin
- L’Immortalité
- La Retraite
- Le Tombeau d’une mère
- Pensée des morts
- Invocation pour les Grecs

## Postérité et influence

### Franz Liszt
Le recueil a profondément inspiré le compositeur Franz Liszt, qui composa entre 1834 et 1853 un cycle de dix pièces pour piano intitulé Harmonies poétiques et religieuses, S.173. Ce cycle, écrit en partie à Woronińce (Ukraine), comprend notamment :
- Invocation
- Bénédiction de Dieu dans la solitude
- Pensée des morts
- Funérailles
- Cantique d’amour

Certaines pièces sont directement inspirées des poèmes de Lamartine, tandis que d’autres relèvent d’une méditation musicale plus libre sur les thèmes religieux et existentiels du recueil.

### Claude Debussy
En 1883, Claude Debussy compose une œuvre pour voix et piano intitulée Invocation, également inspirée par le recueil de Lamartine.

## Réception critique
À sa parution, le recueil fut salué pour la profondeur de son lyrisme et la sincérité de son inspiration religieuse. Il est aujourd’hui considéré comme l’un des sommets de la poésie romantique française, aux côtés des Méditations poétiques et des Recueillements.

## Éditions
- Alphonse de Lamartine, Harmonies poétiques et religieuses, Paris, 1830. Disponible sur Gallica.
- Réédition dans : Œuvres poétiques, Gallimard, « Bibliothèque de la Pléiade », 1963.